# Erzählungen aus dem jüdischen Familienleben
Erzählungen aus dem jüdischen Familienleben, teilweise auch als Bilder aus dem jüdischen Familienleben erschienen, ist eine Sammlung von Erzählungen des Dramatikers und Librettisten Salomon Hermann Mosenthal. Sie geben Einblick in das Privatleben der jüdischen Bevölkerung im 19. Jahrhundert. Die „gescheiten und einfühlsamen Skizzen aus den deutschen Judenvierteln“ zeigen ein „differenziertes Bild vom jüdischen Leben zwischen Tradition und Emanzipation“. Gesammelt erschienen die Erzählungen 1878 kurz nach Mosenthals Tod. Die erste Erzählung wurde zuvor in der Gartenlaube und Allgemeinen Schweizer Zeitung veröffentlicht, danach erschienen die Erzählungen in der Wochenzeitschrift Über Land und Meer. Nach verschiedenen Ausgaben bis zum Anfang des Ersten Weltkriegs erschien erst wieder 2001 eine neue deutsche Ausgabe. Amerikanische Ausgaben gab es 1907 und 1971. Gedacht waren die Erzählungen für ein nichtjüdisches Publikum, dem Mosenthal die jüdische Minderheit sympathischer machen wollte; die vielen jiddischen Wörter sind jeweils in Klammern ins Hochdeutsche übersetzt.

## Inhalt
Alle Geschichten spielen zu Anfang des 19. Jahrhunderts in Kassel und Nordhessen. Erzählt werden sie von einer ungenannten, aber in die Gemeinde eingebundenen Erzählinstanz, die in der ersten und vor allem zum Ende der letzten Geschichte konkreter in Erscheinung tritt. Häufig werden rückblickend die Schicksale inzwischen schon alter Frauen der Gemeinde erzählt.

### Tante Guttraud
Ausgehend vom Brauch, zum Sabbatabend Fisch zu servieren, wird die Geschichte von Tante Guttraud erzählt, die jeden Freitag ein besonders feines Teil des familiären Fischgerichts gebracht bekommt. Sie lebt mit ihrem kranken Mann und zwei unverheirateten Töchtern in ärmlichen Verhältnissen, wird aber von der Mutter der Erzählerfigur, ihrer Nichte, in höchstem Ansehen gehalten; der Erzähler selbst weiß wenig von ihr. Zwanzig Jahre später erfährt er die Hintergrundgeschichte: Guttrauds Mann ist einst als Schmuggler zu einer langen Kerkerstrafe verurteilt worden und obendrein dazu, öffentlich am Pranger ausgestellt zu werden. Es gelingt den Juden der Gemeinde nicht, diese schon damals sehr unübliche Strafe zu verhindern, zu der ein Nichtjude wohl kaum verurteilt worden wäre; sie fürchten außerdem, dass dieser Anlass zu größeren Ausschreitungen gegenüber den Juden führen könnte. Tante Guttraud stellt sich schützend vor ihren Mann und beschämt so alle, die sich bereits darauf vorbereitet haben, ihn mit Steinen oder Unrat zu bewerfen. „Das Gefühl der Schande war aus allen Herzen gewichen und hatte dem des Stolzes Platz gemacht. Das Verbrechen war überall und zu allen Zeiten erhört; unerhört war nur das Martyrthum der ehelichen Treue. Das war ein stilles Bewundern, ein Kopfschütteln, ein Zunicken, ein Schluchzen der Rührung.“ Auch während und nach der Haft kümmert sich Guttraud um ihren Mann und pflegt ihn.

### Schlemilchen
Die als tollpatschig und wenig attraktiv geschilderte Emilie Katz, genannt Emilchen, Spitzname Schlemilchen (nach dem jiddischen Wort für Pechvogel), wird zur Ziehtochter des wohlhabenden Kaufmanns Onkel Markus. Als ein Lotterielos, das dieser für Emilie gekauft hat, 30000 Gulden Gewinn verspricht, bahnt sich eine Verlobung an zwischen Emilie und dem Überbringer der Los-Botschaft, einem Herrn Ochs, der ohne Emilies Wissen vom Lotteriegewinn erfahren hat. Allerdings hat Emilie das Los bereits weiterverschenkt, worauf Ochs sich nicht mehr verloben will. Darüber ist Onkel Markus’ Angestellter Bärmann sehr erleichtert, der selbst in Emilie verliebt ist. Nach dieser Episode ergänzt Onkel Markus sein Testament und gibt dieses Kodizill Emilie zur Aufbewahrung, die es allerdings aus zuerst ungenannten Motiven verbirgt.
Nicht lange danach stirbt Onkel Markus. Im gefundenen, allerdings schon recht alten, Testament steht nichts zu Emilie, die die Testamentsergänzung ebenfalls nicht erwähnt. Bärmann soll weiter die Geschäfte führen, der eigentliche Erbe ist ein verschollener Neffe Jakob Markus in Amerika, der schließlich auch erscheint, um das Erbe anzutreten. Jakob Markus, früher im Haus gelebt, dann aber wegen seines schlechten Verhaltens weggeschickt, ist in Amerika erfolgreich geworden, nur am Gewinn orientiert, will alles verkaufen und unterstellt Bärmann und Emilie betrügerische Absichten. Im Streit verteidigt Bärmann Emilie und gesteht seine Liebe, außerdem kommt die Testamentsergänzung zum Vorschein: Emilie steht nach diesem Wohnrecht und Geld zu. Für den Neffen wird Emilie plötzlich attraktiv; sie weist ihn aber zurück. Bärmann gegenüber erklärt sie den Grund für ihr Schweigen, was ihr Erbe betrifft: Nicht noch einmal will sie um ihres Geldes wegen umworben werden; außerdem weiß sie, dass er ihr nie seine Liebe gestanden hätte, wenn sie reich wäre. Bärmann kauft dem Erben die Firma ab und heiratet Emilie.

### Raafs Mine
Ausgangspunkt ist eine alte Frau, die mit drei kleinen Kindern im „Bullengrün“ (Bowling Green im Staatspark Karlsaue) spazieren geht; Vorübergehende fragen sich nach dem Verhältnis der Personen zueinander. Es folgt die Geschichte von Mine, der Tochter des alten Rabbiners (Raafs).
Im jüdischen Lehrerseminar des Raaf lernt auch der „schöne Henoch“ genannte Schüler, dem die Tochter des Hauses, Mine, zugetan ist. Henoch möchte auch weltliche Bildung außerhalb der Rabbinerschule, will die Grenzen des „talmudischen Pygmäenkrams“ überwinden und hängt Reformbestrebungen an, kann sich aber die Verwirklichung seiner Pläne finanziell nicht leisten. Joel Reinach, ein reiches Gemeindemitglied, teilt die modernen Ansichten, durch Mines Vermittlung ermöglicht er Henoch die Ausbildung.
Als der Raaf stirbt, erhält Mine eine Pension aus der Gemeinde; der neue Rabbiner, so ein angedeuteter Plan, solle Mine gleich mit heiraten. Die wehrt aber alle Bewerber ab, verehrt den jüngeren Henoch aus der Ferne; der Gedanke an eine Heirat steht im Raum. Henoch beendet seine Studien und steht als vorbildhafter Rabbiner für die Gemeinde in der neu gebauten Synagoge zur Verfügung, erschrickt aber im ersten Moment darüber, wie sehr seine Fürsprecherin inzwischen gealtert ist. Er verliebt sich in die letzte überlebende Tochter seines Gönners Reinach, Bertha, jünger, schöner, munterer als Mine; sie sich auch in ihn. Aber erst durch die weitere Fürsprache Mines kommen die beiden zusammen.
Nach einigen Jahren sterben Henoch und Bertha an der Cholera. Mine zieht deren drei Kinder auf und blüht dabei wieder auf.

### Jephthas Tochter
In den Dörfern Breitenbach und Hof leben arme Juden, darunter der verwitwete Gänsehändler Tobiah Hof mit seiner Tochter. Um dieser das Handwerk des Gänsestopfens beibringen zu lassen, lässt er täglich eine Frau aus der Nachbarschaft kommen, das Geld dafür leiht er sich von einem Nachbarn, Wolf Breitenbach. Die Tochter, nur „Täubchen“ genannt, kommt – durch Vermittlung von Raafs Mine – jedoch bald in der Stadt in einer Position als Hausmädchen unter. Ihr Kindheitsfreund Meyer, der sie einst vor einem Angriff beschützte, ist inzwischen Soldat und ebenfalls in der Stadt stationiert. Sein Gesangstalent führt zur Ausbildung als und zur Aussicht auf eine Anstellung als Kantor in der geplanten neuen Synagoge; Täubchen und Meyer verlieben sich.
Tobiah Hof belastet es, Schulden bei Wolf Breitenbach zu haben; als dieser vorschlägt, Täubchen zu heiraten, lehnt er zunächst entrüstet ab. Während einer Notlage legt er aber doch ein Gelübde ab, sich mit Breitenbach zu versöhnen und ihm seine Tochter zur Frau zu geben. Als ihr dieses Vorhaben mitgeteilt wird, ist sie zuerst verzweifelt, willigt dann aber gottergeben – dem Beispiel von Jephthas Tochter folgend – ein.
Sie verspricht Breitenbach, ihm eine treue und fürsorgliche Frau zu sein, gesteht ihm aber auch, dass es ihr unmöglich sein wird, nicht auch an einen anderen zu denken. Breitenbach konfrontiert mit ihr den Vater und übergibt sie Meyer als Braut, zusammen mit einem reichen Brautgeschenk.
(Eine Nebenfigur ist Hans Ludwig, der Täubchen als Kind gequält, später Meyer als Soldat verfolgt hat, am Ende ein heruntergekommener, betrunkener Knecht ist.)

### Raschelchen
Die alte Raschelchen, genannt „Totenvogel“, übernimmt in der jüdischen Gemeinde in Kassel bei Beerdigungen notwendige Aufgaben, etwa bei einer von Joel Reinachs Töchtern. Im Rückblick wird ihre Geschichte erzählt.
Während der Regierung von König Jérôme Bonaparte im Königreich Westphalen kommt die junge französische Jüdin Rachel Piccard, ohne ihren Mann, in die Stadt und arbeitet dort erfolgreich als Friseurin. Nach dem Ende der französischen Herrschaft und einem kurzen Aufenthalt in der Heimat kehrt sie, verarmt und mit ihrer vierjährigen Tochter, Reine, genannt Reinchen, zurück.
Reine entpuppt sich als musikalisches Wunderkind; sie überflügelt sehr bald ihren ersten Lehrer, den (nichtjüdischen) Nachbarsjungen Christian Engelbrecht. Danach wird der weithin bekannte Ludwig Spohr ihr Lehrer und verschafft ihr Gelegenheit zu einem großen Auftritt im Rahmen eines Musikfests, allerdings in einer (christlichen) Kirche. Rachel ist einerseits äußerst stolz auf ihre Tochter, achtet allerdings auch darauf, dass sie religiöse Gebote einhält und nicht am Sabbat übt. Dem Auftritt in der Kirche stimmt sie zögernd zu, als der dann auch noch ausgerechnet am Sederabend stattfindet, bedarf es mehr Überredung. Das Argument, das Reinchen als erste derart protegierte Jüdin auch ein Vorbild und eine Ehre für die Gemeinde ist, und die Liebe zu ihrer Tochter geben den Ausschlag. Dennoch empfindet sie seit diesem Zeitpunkt, dass die Musik sich zwischen sie und Reinchen schiebt.
Währenddessen wird das Verhältnis zwischen Engelbrecht und Reine immer enger. Der ehrgeizige Engelbrecht hat eine Karriere in der Musik für sie und ihn geplant, es kommt zu einem Konflikt mit der Mutter und zu einem Ultimatum: Reine soll die Musiklaufbahn wählen, sich von der Mutter lösen und ihn heiraten (und damit ihr Judentum aufgeben). Reine entscheidet sich für die Mutter; Engelbrecht verlässt die Stadt. In der Folge verliert Reine die Lust an der Musik, wird immer schwächer, ist aber frohen Mutes. Ihre Mutter ist nicht beunruhigt, vergleicht die Situation mit dem Opfer Abrahams, bei der das als Opfer vorgesehene Kind auch nicht zu Schaden kam.
Rachel erzählt ihrer Tochter zum ersten Mal ihre eigene, zu Reines parallel verlaufende Geschichte, auch als Erklärung ihres Verhaltens: wie sie ohne Mutter aufwuchs und den sie liebenden Vater verließ, um gegen seinen Willen mit einem jüdischen Soldaten zu ziehen und diesen zu heiraten. Während ihrer Schwangerschaft kehrt sie zu ihrem Vater zurück, macht sich danach auf nach Kassel, um ihren Mann zu suchen, doch der ist nicht mehr aus dem Einsatz in Russland zurückgekommen. Auch ihr Vater in der Heimat stirbt; Rachel schwört sich, in seinem Angedenken fromm zu sein.
Obwohl Rachel weiter darauf vertraut, dass ihre Tochter gerettet werden wird, wird sie immer schwächer. Als Rachel versehentlich verrät, dass Engelbrecht inzwischen eine reiche Christin geheiratet hat, stirbt Reine schließlich. Rachel wird Leichenwäscherin. Sie fragt sich, und später den Erzähler, den sie auf dem Friedhof trifft, ob ihr Verhalten richtig gewesen ist.

## Themen
- Jüdisches Alltagsleben
- Aufopferungsbereitschaft: Tante Guttraud stellt sich vor die jüdische Gemeinde, „nicht aus Liebe, sondern aus Pflichtgefühl und Treue und Festigkeit im jüdischen Glauben.“[6]
- Tod und Zweifel, bei der ersten und insbesondere letzten Geschichte
- Orthodoxie und Konfrontation mit modernem jüdischen Denken (der konservative Synagogendiener und Henoch in „Raaf's Mine“)
- Assimilation (Schlemilchens Sohn wird später der erste jüdische Professor an einer deutschen Universität; Reines Entscheidung zwischen ihrer Mutter und Christian Engelbrecht)